# Ford Five Hundred
O Five Hundred é um sedan de porte médio-grande da Ford.
Baseado em uma plataforma compartilhada com a Volvo Cars, foi um dos poucos modelos da Ford que ofereceu versões equipadas com transmissão continuamente variável (câmbio CVT).